# Sisyridivora
Sisyridivora is een geslacht van vliesvleugeligen uit de familie Pteromalidae. De wetenschappelijke naam van dit geslacht is voor het eerst geldig gepubliceerd in 1951 door Gahan.

## Soorten
Het geslacht Sisyridivora is monotypisch en omvat slechts de volgende soort:
- Sisyridivora cavigena Gahan, 1951